# Krčevina pri Vurbergu
Krčevina pri Vurbergu – wieś w Słowenii, w gminie Ptuj. W 2018 roku liczyła 906 mieszkańców.